# August Wilhelm Schlegel (Schauspieler)
August Wilhelm Schlegel (* 5. November 1810; † nach 1848) war ein deutscher Hofschauspieler.

## Leben
Der zur Zeit des Königreichs Westphalen im Jahr 1810 geborene August Wilhelm Schlegel wurde in der ersten Hälfte des 19. Jahrhunderts in der Residenzstadt des Königreichs Hannover zum Hofschauspieler ernannt. Als solcher wirkte er in Hannover am Schlossopernhaus.
Am 1. Mai 1839 wurde Schlegel als Mitglied in die Johannis-Freimaurerloge Zum schwarzen Bär im Orient von Hannover aufgenommen.
Anfang der 1840er Jahre heiratete er in Hannover die erst 18-jährige Schauspielerin Mathilde Brandes, die damit den Namen Mathilde Schlegel erhielt. Laut dem Adreßbuch der königlichen Residenzstadt Hannover von 1842 wohnte der Schauspieler noch in der Burgstraße 1009,  Mathilde Brandes aber in der Leinstraße 849.
Das Ehepaar bekam zwei Kinder. Bald jedoch waren die Schlegels mit ihrer beruflichen Stellung im Schlossopernhaus unzufrieden. Daher nahm Schlegels Ehefrau zunächst eine Stellung in Detmold am Fürstlich Lippischen Staatstheater an, während August Wilhelm Schlegel zunächst noch vertraglichen Pflichten in Hannover nachkommen musste.
Nachdem er seiner Frau auf die Detmolder Bühne nachfolgen konnte, hinderte ihn eine „Zungenlähmung“ jedoch bald an der weiteren Ausübung seines Berufes. Aufgrund seines nicht heilenden Gemütsleidens ging er zu seinen Schwiegereltern und seinen beiden Kindern zurück nach Hannover, während seine junge Frau Mathilde als Alleinverdienerin nach Dresden ging, wo sie als Königlich Sächsische Hofschauspielerin ein unbefristetes Engagement erhielt. Dort starb sie jedoch Anfang Februar 1848 im Alter von nur 22 Jahren.